# The Origin of Love
Albums de Mika
The Boy Who Knew Too Much
(2009) No Place in Heaven
(2015)
Singles
1. Elle me dit
Sortie : 11 juillet 2011
2. Celebrate
Sortie : 15 juin 2012
3. Underwater
Sortie : 5 octobre 2012
4. Origin of Love
Sortie : 3 décembre 2012
5. Popular Song
Sortie : 21 décembre 2012

The Origin of Love est le troisième album de Mika, sorti le 17 septembre 2012.

## Développement
Mika travaille avec Greg Wells (en), qui a aussi produit ses deux premiers albums. L'album est écrit  à Montréal. En mars 2011, il se déplace aux Rocket Carousel Studios à Los Angeles, où l'album est enregistré. Mika décrit l'album comme un « genre de pop plus simple, mais avec moins d'autres influences que le dernier ». Il décrit aussi les thèmes de l'album comme un début vers l'âge adulte. Le chanteur déclare : « Il s'agit d'un album plus « sérieux », mais contenant toujours cette même fantaisie et ses mélodies joyeuses ». Le 9 juillet 2011, Mika donne un concert à Compiègne et chante, entre autres, quelques nouvelles chansons issues de cet album comme Karen (82 rue des Martyrs) (dont les paroles sont en français) et Elle me dit. En septembre 2011, il interprète, lors d'un concert à Séoul, une nouvelle chanson intitulée Underwater.
The Origin of Love sort le 17 septembre 2012 sous le label Casablanca Records et en France sous Barclay Records. Le premier single extrait de l'album est la chanson Celebrate. Mika indique que le style musical inclurait des éléments de Daft Punk et de Fleetwood Mac. Cet album est disque de platine en France après cinq mois, avec 130 000 disques vendus en trois mois.[réf. nécessaire]
Cet album marquera notamment le début de la collaboration avec Max Taylor (Creepy Neighbour), qui accompagnera désormais Mika à la basse et au chant durant les tournées de celui-ci, ainsi que sur ses albums.

## Liste des pistes
| 1.  | Origin of Love                       | Mika, Nick Littlemore, Paul Steel                             | Nick Littlemore, Greg Wells, Mika                                | 4:36 |
| 2.  | Lola                                 | Mika, Benjamin Garrett, Jodi Marr                             | Mika, Benjamin Garrett                                           | 3:44 |
| 3.  | Stardust                             | Mika, Wayne Hector, Marco "Benny" Benassi, Alessandro Benassi | Benny Benassi, Greg Wells                                        | 3:17 |
| 4.  | Make You Happy (Version française)   | Mika, Benjamin Garrett, Jodi Marr                             | Greg Wells, Benjamin Garrett, Mika                               | 3:35 |
| 5.  | Underwater                           | Mika, Nick Littlemore, Paul Steel                             | Greg Wells, Mika, Nick Littlemore, Peter Mayes                   | 3:11 |
| 6.  | Overrated                            | Mika, Jodi Marr                                               | Klas Ahlund, Greg Wells                                          | 3:37 |
| 7.  | Kids                                 | Mika, Nick Littlemore                                         | Mika, Nick Littlemore                                            | 3:04 |
| 8.  | Love You When I'm Drunk              | Mika, Jodi Marr                                               | Nick Littlemore, Mika                                            | 2:53 |
| 9.  | Step With Me                         | Mika, Mathieu Jomphe, Hillary Lindsey                         | Greg Wells, Mika, Nick Littlemore, Peter Mayes                   | 3:35 |
| 10. | Popular Song (feat. Priscilla Renea) | Mika, Priscilla Renea, Mathieu Jomphe, Stephen Schwartz       | Greg Wells, Mika, Nick Littlemore                                | 4:05 |
| 11. | Emily                                | Mika, Doriand                                                 | Klas Ahlund, Greg Wells                                          | 3:34 |
| 12. | Heroes                               | Mika, Nick Littlemore, Jack Milas, Oli Chang                  | Mika, High Highs                                                 | 3:16 |
| 13. | Celebrate (feat. Pharrell Williams)  | Mika, Pharrell Williams, Benjamin Garett                      | Nick Littlemore, Peter Mayes, Benjamin Garrett, Greg Wells, Mika | 3:07 |
| 14. | Elle me dit (Bonus Track)            | Mika, Doriand                                                 | Klas Ahlund, Greg Wells                                          | 3:38 |

| 1. | Karen                           | Mika, Doriand                             | Nick Littlemore, Greg Wells, Mika                                | 3:56 |
| 2. | L'Amour dans le mauvais temps   | Mika, Doriand                             | Mika                                                             | 4:06 |
| 3. | Un soleil mal luné              | Mika, Doriand                             | Doriand, Mika                                                    | 3:05 |
| 4. | Make You Happy (Cherokee Remix) | Mika, Benjamin Garrett, Jodi Marr         | Greg Wells, Benjamin Garrett, Mika                               | 5:46 |
| 5. | Celebrate (Robbie Rivera Remix) | Mika, Pharrell Williams, Benjamin Garrett | Nick Littlemore, Peter Mayes, Benjamin Garrett, Greg Wells, Mika | 5:55 |
| 6. | Elle me dit (BeataCue Remix)    | Mika, Doriand                             | Klas Ahlund, Greg Wells                                          | 5:02 |
| 7. | Make You Happy (LA Edit)        | Mika, Benjamin Garrett, Jodi Marr         | Greg Wells, Benjamin Garrett, Mika, Nick Littlemore              | 3:10 |
| 8. | Tah Dah                         | Mika, Pharrell Williams, Jodi Marr        | Nick Littlemore, Peter Mayes, Mika                               | 2:49 |